# Jean de Bougy
Jean le Reverend, Marquis de Bougy (* 1617; † 1658) war Lieutenant-général  unter König Ludwig XIV.

## Leben
Jean de Bougy (auch Bougi oder Bougis geschrieben) stammte aus dem alten französischen Adelsgeschlecht Révérend de Bougy (siehe Stammtafeln le Révérend de Bougy et du Mesnil ab 1400) aus dem (heutigen) Département Calvados in der Basse-Normandie. Schon sein Großvater „Seigneur Olivier Reverend de Bougy“ kam unter dem Kommando des Duc de Montpellier durch seinen effektvollen Einsatz gegen die Liga  als Retter von Caen zu besonderen Ehren. König Heinrich III. ließ Bougy mitteilen, „dass seine Treue, die er auch bei vielen anderen Gelegenheiten bewiesen hat, ihm als solche die gesamte Basse-Normandie rettete“.
Jean de Bougy war der Jüngste von 16 Geschwistern. Er begann seine militärischen Laufbahn mit 12 Jahren als Kadett in einer Einheit der königlichen Garde (Maison militaire du roi de France); danach war er Kornett in der Compagnie des gendarmes de Berry, die der Marquis de Gassion, Mestre de camp général cavalerie, mit Genehmigung von Ludwig XIV., dem Marquis de Virville  zum Preis von 132.000 Livres abgekauft hatte.
Später galt Bougie am französischen Hof als wichtiger Mittler zwischen Kardinal Mazarin und Marschall de Gassion.
Im Jahr 1651 ließ die Königin den Maréchal de camp de Bougy, der sich zu dieser Zeit in Flandern aufhielt, nach Paris kommen. Dieser sorgte dafür, dass  Anna von Österreich, Louis XIV. und Kardinal Mazarin sicher nach Fontainebleau reisen konnten.
Die Dienste, die er während der Fronde verrichtete, waren wichtig genug, dass man ihm ein Kommando in den Truppen des Königs übertrug. Er bekämpfte unter dem Comte d’Harcourt  erfolgreich die Rebellen. Als er in die Provinz Berry eindrang, zwang er die Aufständischen die Stadt Bourges aufzugeben, in die der König kurze Zeit später einziehen konnte. Bereits vorher hatte er das Gebiet von Chateau Portien eingenommen, was den König bewog ihm dieses Gebiet zu übertragen.
Nachdem der Prinz Conti sich aus Mouron und Guyenne zurückgezogen hatte, erhielt de Bougy die Order, ihn unter der Leitung des Comte d’Harcourt zu verfolgen. Dieser schickte ihn mit 500 Reitern über die nicht leicht zu passierende, weitflächige Landschaft aus Wasser und Moor von Ne in Santones. Dahinter standen die Rebellen mit 4000 Reitern und 5000 Infanteristen. Er schlug diese Truppe und nahm 500 Kavalleristen, darunter eine Anzahl Offiziere, gefangen. Bei der Belagerung von Cadaqués auf Cap de Creus in Katalonien fungierte er als Kommandant und schlug mit seinen Truppen die Angreifer zurück.  Er entriss einem Sergeanten die Hellebarde, stürzte sich ins Gemenge und zog die Soldaten seinem Beispiel folgend mit. Er wurde verwundet, konnte aber auf seinem Posten bleiben, bis der Ort eingenommen war.
Am 8. Juni 1652 stellte Jean de Bougy mit Erlaubnis des Königs sein eigenes Regiment de Bougy auf, welches 1652 der Armee von Guyenne und 1653 der Armee der Champagne, mit der es an der Belagerung von Stenay teilnahm, zugeteilt wurde. 1654 trat es der Armee von Katalonien bei und nahm an der Belagerung von Puycerd teil. Am 24. Mai 1657 wurde das Regiment auf 20 Kompanien aufgestockt, bevor es nach der Übergabe am 31. Dezember 1657 an Louis-François de Chasteignier d'Andonville den Namen Regiment d'Andonville erhielt. Das Regiment zog nach Flandern und wurde am 12. Dezember 1659 entlassen
Im Jahre 1653 geriet er in gegnerische Gefangenschaft, wurde jedoch im folgenden Jahr auf Ehrenwort freigelassen.
Bougy stand von 1654 bis 1657 im Dienst des Prinzen de Conti, bis er gezwungen war wegen einer Verletzung des Brustkorbes Diensturlaub einzureichen und sich in Montpellier behandeln zu lassen. Nachdem er weder dort noch in Bordeaux geheilt werden konnte, ging er zu seiner Gattin nach Calonges, wo er 1658 im Alter von vierzig Jahren starb. Es gab große Beileidsbekundungen von allen Seiten.
Der Titel eines  Marschall von Frankreich blieb ihm als Hugenotte verwehrt.  Die Königin und Kardinal Mazarin hatten ihn mehrmals schriftlich dazu aufgefordert die Religion zu wechseln. Man hätte ihm den Marschallstab und eine Herrschaft seiner Wahl gegeben. Seine Antwort war, dass wenn er sich dazu entschließen könnte, seinen Gott für den Stab eines Marschalls von Frankreich zu verraten, hätte er ja auch gleich den König für ein lächerliches Nichts verraten können. Er allerdings sei nicht in der Lage, weder seinen Gott noch seinen König zu verraten und gebe sich damit zufrieden, dass andere mit ihm zufrieden seien. Der König errichtete ihm jedoch ein Marquisat in der Basse-Normandie, die Herrschaft Bougy, die am 9. September 1669 in der  Chambre des comptes eingetragen wurde. Die Dienste, die der Marquis de Bougy dem König geleistet hat, mag man an der Vielzahl seiner Verletzungen messen: er ist unter anderem fünfmal von einer Musketenkugel getroffen worden.
Durch Vermittlung der Königin und Mazarins heiratete er am 14. Februar 1654 im Guyenne die Comtesse Marie de la Chaussade de Callonge  mit der er einen Sohn Jean Jacques de Bougie hatte, der den Titel Marquis de Chaussade, Baron de Calonges führte und später als Mestre de camp im Régiment Colonel-Général cavalerie diente.
Bougy gilt ebenfalls als Unterzeichner der Akte des Westfälischen Friedens.